# طريق الملك عبد العزيز (مكة)
طريق الملك عبد العزيز في مدينة مكة المكرمة غرب المملكة العربية السعودية، هو النواة الرئيسية لمشروع وجهة مسار التنموي الاستثماري الذي تطوره شركة أم القرى للتنمية والإعمار في مكة المكرمة، ويتوقع أن يسهم في رفع أعداد المعتمرين إلى 30 مليوناً، بحلول العام 2030.